# Oulches-la-Vallée-Foulon
Oulches-la-Vallée-Foulon é uma comuna francesa na região administrativa de Altos da França, no departamento de Aisne. Estende-se por uma área de 4,45 km². Em 2010 a comuna tinha 86 habitantes (densidade: 19,3 hab./km²).